# バルセロナ・シリーズ
『バルセロナ・シリーズ』（英: Barcelona Series）はジョアン・ミロが1942年-1944年にかけて制作した、50点からなるモノクロのリトグラフの連作。これらは現在、バルセロナのミロ美術館に所蔵されている。

## 解説
ミロは1930年代から試していた版画技法を用い、50点それぞれが独立した作品でもあり、全てで一つの作品ともなるようなこの連作を作り上げた。音楽を主題にした絵が多いことから、この連作は『バルセロナ組曲』とも呼ばれる。
醜く変形した動物と人間の姿を描いたこの連作からは、当時のファシズムに対する抗議が読み取れる。ミロ自身は実際、この連作に反フランコという政治的な意味を込めたと語っている。確かに、変形した無気力な鬼たちはフランコとその将軍たちを表しているのかもしれないが、アルフレッド・ジャリが1898年に書いた架空の独裁者ユビュ王をモチーフにしているとも言われる。スペイン内戦の前から既に、ミロはその「野性的絵画」、例えば『排泄物の山を前にした男と女』において、来たるべき葛藤の痛みを歪んだ人の形にして描いていた。

## 由来
この連作はミロがフランスから戻ったのち、友人のジョアン・プラッツを版元として、バルセロナのミラレスにある小さな印刷機で刷られた。出来上がったのは 7 セットのみで、うち 2 セットは校正用だった。セット数が限られたのは、使える紙の量が限られていたためと考えられる。これらのうち、今日でも所在が分かっているのは 2 セットのみである。ひとつはミロ美術館、もうひとつはジョアン・プラッツの子孫の元にある。
スペイン内戦以降のフランコ将軍の統治下では、この連作は展示できなかった。当時ミロはマヨルカに難を避けていた。

## 関連した展覧会
- 1984 - Casa Elizalde . - Joan Miró Barcelona series[4]